# Андерсон, Дэвид, 2-й виконт Уэверли
Дэвид Аластер Пирсон Андерсон, 2-й виконт Уэверли (англ. David Alastair Pearson Anderson, 2nd Viscount Waverley; 18 февраля 1911 — 21 февраля 1990) — британский наследственный пэр и врач. Став преемником своего отца на посту виконта Уэверли в 1958 году, он также заседал в Палате лордов, где регулярно выступал по вопросам здравоохранения и другим своим интересам.

## Ранняя жизнь и образование
Родился 18 февраля 1911 года. Единственный сын Джона Андерсона (1882—1952), позже 1-го виконта Уэверли, и Кристины Маккензи (? — 1920).
Он получил образование в колледже Малверн. Он изучал медицину в Университете Гёте во Франкфурте и Пембрук-колледже в Кембридже, получив степень бакалавра медицины и хирургии в 1937 году. Он завершил клиническую подготовку в Медицинской школе при больнице Святого Фомы в Лондоне.

## Карьера
С 1938 по 1939 год Дэвид Андерсон был младшим врачом в больнице Святого Фомы в Лондоне . С началом Второй мировой войны он добровольно поступил на службу в медицинское отделение Королевских военно-воздушных сил. Он был призван в армию в сентябре 1939 года в звании офицера авиации. Он был одним из немногих врачей в Королевских военно-воздушных силах, которые также обучались на пилотов. Он был повышен до лейтенанта авиации 25 сентября 1940 года, и до командира эскадрильи (временно) 1 июля 1943 года. Он был демобилизован после окончания войны в 1945 году, и он оставил свой пост в 1956 году, достигнув возраста 45 лет (в этот момент он больше не был обязан оставаться в резерве).
После войны он вернулся в больницу Св. Фомы и заинтересовался кардиологией. В 1951 году он перешел в группу больниц Рединга, где работал консультантом в Королевской больнице Беркшира в Рединге. Он создал собственное учебное подразделение в больнице, а также опубликовал ряд статей о сердечных и сосудистых заболеваниях. Он вышел на пенсию в 1976 году.
Андерсон унаследовал титул виконта Уэверли после смерти отца 4 января 1958 года. Он впервые заседал в Палате лордов 20 мая 1958 года , и произнес свою первую речь 19 ноября 1959 года во время дебатов о госпитальном обслуживании.

## Личная жизнь
13 ноября 1948 года Дэвид Андерсон женился на Лорне Миртл Энн Леджервуд (1925 — 12 августа 2013), дочери подполковника Фредерик Хилл Леджервуда. У супругов было трое детей: один сын и две дочери :
- Джон Десмонд Форбс Андерсон, 3-й виконт Уэверли (род. 31 октября 1940), преемник отца[3].
- Достопочтенная Ида Кристина Ромейн Андерсон (8 марта 1952—1972)
- Достопочтенная Патрисия Мейрид Джанет Андерсон (род. 2 марта 1955).